# Roßhaupten (Haibach)
Roßhaupten ist eine Siedlung im niederbayerischen Landkreis Straubing-Bogen an der Südostflanke des Schneckenbergs.
Das Amtliche Ortsverzeichnis kennt zwei Orte mit diesem Namen in unmittelbarer Nachbarschaft.
Das Dorf Roßhaupten ist ein Ortsteil der Gemeinde Haibach. Es liegt etwa zweieinhalb Kilometer westlich von Haibach und östlich der Kreisstraße SR 4, die hier die Gemeindegrenze zwischen Haibach und Haselbach markiert in der Gemarkung Irschenbach.
Der Weiler Roßhaupten ist ein Ortsteil der Gemeinde Haselbach. Er liegt etwa zweieinhalb Kilometer nördlich von Haselbach in unmittelbarer Nachbarschaft zum Dorf Roßhaupten und westlich der Kreisstraße SR 4. Bei der Volkszählung 1987 wurde er noch nicht als Ortsteil von Haselbach geführt.

## Teilung
Der westliche Teil von Roßhaupten kam erst durch einen Gebietstausch zusammen mit Dietersdorf von Haibach zu Haselbach. Im Gegenzug erhielt Haibach den südlichen Teil von Dammersdorf.